# سنترل سیتی (آیووا)
سنترل سیتی (به انگلیسی: Central City) شهری در ایالت آیووا کشور ایالات متحده آمریکا است که جمعیت آن در سرشماری سال ۲۰۱۰ میلادی، ۱٬۲۵۷ نفر بوده‌است.